# Bâtiment de la Diète nationale

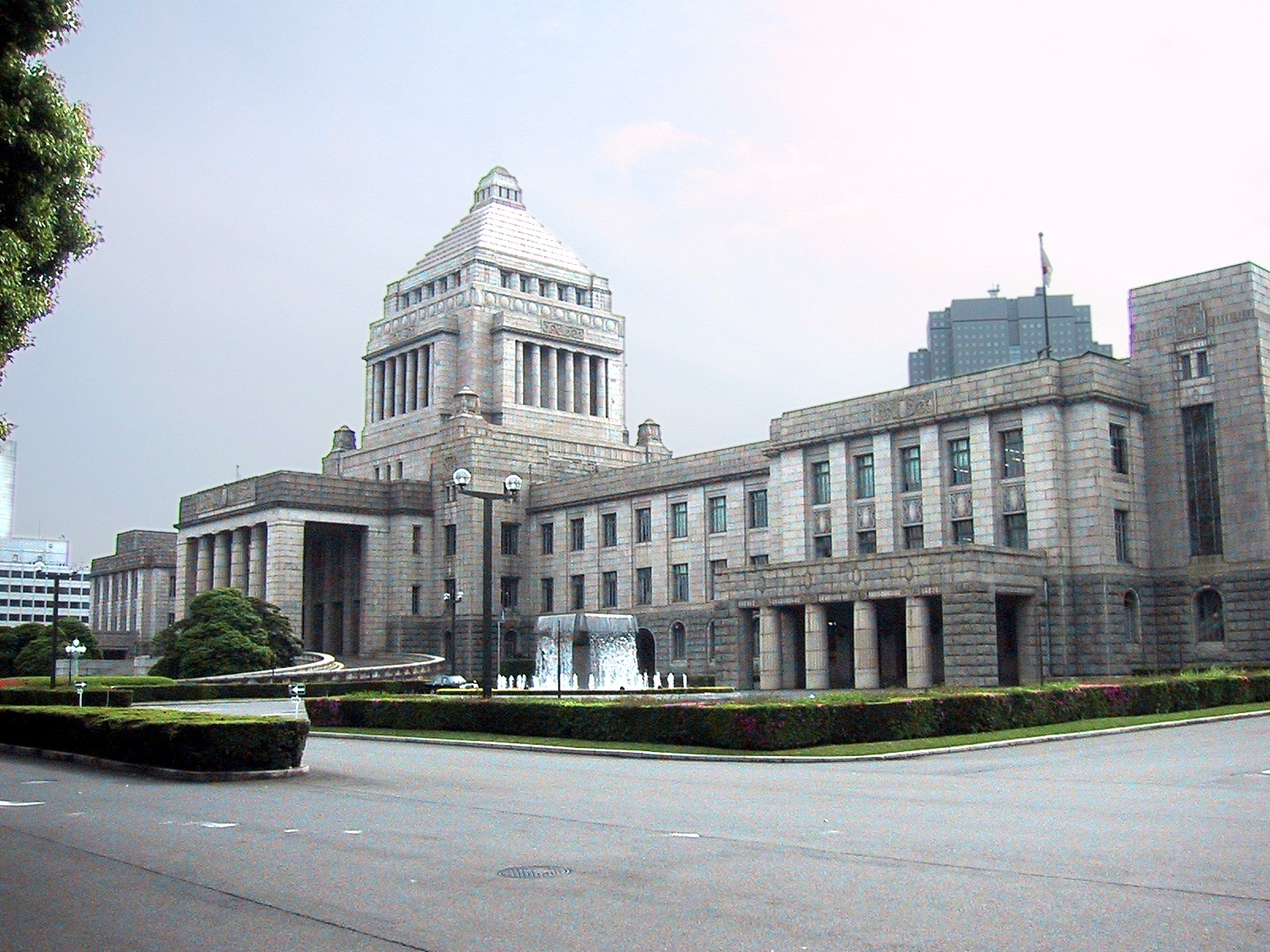
Vue extérieure

Le bâtiment de la Diète nationale (国会議事堂, Kokkai-gijidō) est l'endroit où se réunissent les deux chambres de la Diète du Japon, le parlement japonais. Il se trouve au 1-7-1, Nagata, arrondissement de Chiyoda, à Tokyo.
Les sessions de la Chambre des représentants se tiennent dans l'aile sud (ou gauche) tandis que les sessions de la Chambre des conseillers se tiennent dans l'aile nord (ou droite).
Achevé en 1936, le bâtiment de la Diète est construit uniquement à partir de matériaux de construction japonais, à l'exception des vitraux, des serrures de porte et du système de tubes pneumatiques.

## Histoire
La construction d'un bâtiment pour l'ancienne Diète impériale n'a commencé qu'en 1920. Toutefois, plusieurs plans ont été proposés à partir de 1886-1887, mais entretemps les parlementaires des deux chambres ont siégé dans des locaux temporaires en raison de l'absence d'un accord politique sur la forme que ce bâtiment devait prendre.  

### Premiers projets
En pleine révolution Meiji et en pleine réflexion sur l'instauration d'institutions constitutionnalisées, les architectes allemands Wilhelm Böckmann et Hermann Ende sont invités à Tokyo en 1886 et 1887, respectivement. Ils dessinent deux plans pour un bâtiment devant accueillir le futur parlement de l'Empire. Le plan initial de Böckmann était une structure en maçonnerie avec un dôme central et deux ailes latérales, semblable à d'autres parlements de l'époque, qui formerait le cœur d'un large « anneau gouvernemental » au sud du Kōkyo, le Palais impérial. Cependant, dans le même temps, les politiques d'ouverture à l'Occident du ministre des Affaires étrangères, le comte Kaoru Inōe, rencontraient de vives résistances au Japon, et les architectes ont dû rapidement soumettre un style plus « japonais », introduisant de nombreuses formes issues de l'architecture traditionnelle de l'archipel dans leur plan du bâtiment. Ce dernier n'est jamais réalisé, mais d'autres dessins d'équipements envisagés pour l'« anneau gouvernemental » ont été appliqués pour la Cour du district de Tokyo ou le ministère de la Justice.
En 1898, le Premier ministre Hirobumi Itō se tourne vers l'Américain Ralph Adams Cram (en), qui propose un bâtiment plus « oriental », avec des toits de tuiles et une vaste enceinte constituée de murs et de portes monumentales. La chute du gouvernement Itō dès juin 1898 enterre à son tour ce nouveau projet.

### Premier (1890) et deuxième (1891) bâtiments

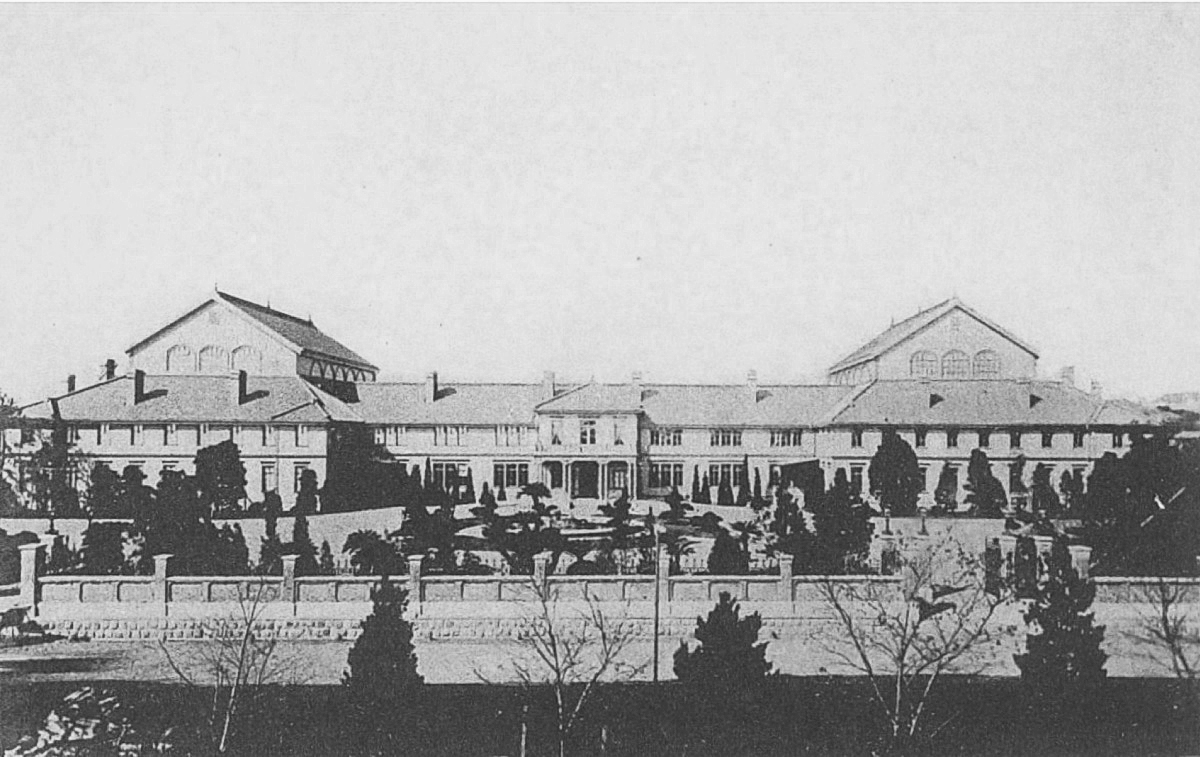
Premier bâtiment

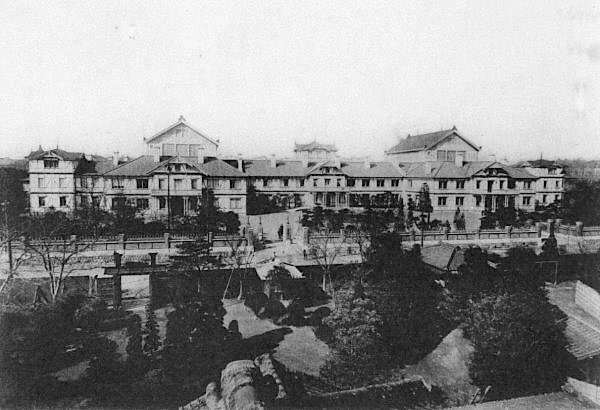
Deuxième bâtiment

L'échéance de la création effective du Parlement approchant, le gouvernement charge un associé de Böckmann et Ende, Adolph Stegmueller, et l'architecte japonais Shigenori Yoshii pour élaborer une structure temporaire. Le bâtiment, en bois, sur deux niveaux et de style européen, est inauguré en novembre 1890 à Hibiya. Ce premier bâtiment est toutefois détruit au bout de deux mois d'existence seulement, dès janvier 1891, lors d'un incendie causé par un problème électrique. 
Un autre associé de Böckmann et Ende, Oscar Tietze, rejoint Yoshii pour imaginer un nouveau siège parlementaire. Le deuxième bâtiment ainsi produit est plus grand que le premier, tout en restant morphologiquement similaire. Pensé pour être, comme son prédécesseur, temporaire, il accueille la Diète impériale jusqu'en 1925.

### Bâtiment actuel

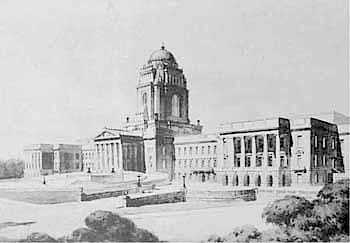
Dessin de la proposition de bâtiment faite par Fukuzo Watanabe en 1918.

En 1910, le ministère du Trésor lance une commission pour s'arroger le contrôle de la planification d'un nouveau bâtiment pour la Diète, au détriment du ministère de l'Intérieur. Le Premier ministre Tarō Katsura préside cette commission, qui recommande que le nouveau Parlement développe un style architectural inspiré de la Renaissance italienne. Cette recommandation est critiquée au sein de la classe politique et de l'élite dirigeante japonaise, le choix étant jugé trop arbitraire. 
Quoi qu'il en soit, le ministère lance une compétition publique d'architecture en 1918, et 118 projets sont soumis pour le nouveau bâtiment. Le gagnant du premier prix, Fukuzo Watanabe, présente alors un plan similaire à celui de Böckmann et Ende.
Le bâtiment de la Diète est finalement construit à partir de 1920 en suivant un plan au sol inspiré de celui de Watanabe, tandis que le toit et la tour centrale sont prises dans un autre projet, celui du gagnant du troisième prix, Shinshichi Takeuchi, ainsi choisi car s'approchant le plus d'un syncrétisme architectural, quand les autres architectes avaient proposé des styles plus uniformes, européens ou est-asiatiques.